# 월성위김한신묘
월성위김한신묘(月城尉金한신墓)는 대한민국 충청남도 예산군 신암면 용궁리에 있는 조선시대 후기의 문신인 정효공 김한신(1720∼1758)의 묘소이다. 1984년 5월 17일 충청남도의 문화재자료 제189호로 지정되었다.

## 개요
조선 후기의 문신인 정효공 김한신(1720∼1758)의 묘소이다.
1732년 13세 때 영조의 둘째 딸 화순옹주와 결혼하여 월성위에 봉해졌으며, 오위도총부도총관과 제용감제조를 역임하였다. 글씨를 잘 쓰고, 시문에 능하였던 그는 애책문(哀冊文), 시책문(諡冊文) 등을 많이 썼으며, 도장을 새김에 있어서도 뛰어나 인보(印寶:임금의 도장)를 새기기도 하였다.
그가 38세의 젊은 나이로 세상을 떠나자 화순옹주는 애도의 정이 극에 달하여 곧 그를 따라 세상을 떠났다. 현재 묘역에는 그와 화순옹주가 합장되어 있다.

## 같이 보기
- 김한신

## 참고 문헌
- 월성위김한신묘 - 국가유산청 국가유산포털